# Ramón Santander Fernández
Ramón Santander Fernández (Talagante, 9 de noviembre de 1916-Santiago, ¿?) fue un abogado y político chileno, que se desempeñó como ministro de Salud Pública y Previsión Social (suplente) de su país, durante el segundo gobierno del presidente Carlos Ibáñez del Campo entre septiembre y octubre de 1958.

## Familia y estudios
Nació en la comuna chilena de Talagante el 9 de noviembre de 1916, hijo de Juan Francisco Santander Ugalde y Zoraída Fernández Tapia. Realizó sus estudios primarios y secundarios en el Instituto de Humanidades Luis Campino. Continuó los superiores en leyes en la Pontificia Universidad Católica (PUC), titulándose en 1945, con la tesis El control de los precios en el comercio al por mayor en Chile, la cual fue aprobada con distinción.
Se casó con Marta Oliva Michón, con quien tuvo cinco hijos: Juan Ramón, Sergio Pedro, Carlos Eduardo, Mónica Francisca y María Paz Javiera.

## Carrera pública
Comenzó su actividad laboral en 1938, actuando como funcionario del Departamento de Fiscalía de la Caja de Previsión de Empleados Particulares (Empart), siendo luego abogado del mismo. Por otra parte, ejerció libremente su profesión. Fue socio del Club Deportivo Universidad Católica.
Sin afiliación política, en el marco de la segunda administración del presidente Carlos Ibáñez del Campo, el 16 de septiembre de 1958, asumió —en calidad de suplente— como ministro de Salud Pública y Previsión Social, en reemplazo del titular Jorge Torreblanca Droguett; dejando esa función el 13 de octubre del mismo año, en manos de Torreblanca Droguett.
Posteriormente, en el gobierno del presidente demócrata cristiano Eduardo Frei Montalva, el 3 de noviembre de 1964, fue nombrado como titular de la Subsecretaría de Previsión Social, cargo que ocupó hasta 1967.
Falleció en Santiago de Chile.